# Miński Okręg Wojskowy (Imperium Rosyjskie)
Miński Okręg Wojskowy (ros. Минский военный округ) – sformowany w 1914 po rozpoczęciu I wojny światowej i funkcjonujący do 1918 jeden z okręgów wojskowych Imperium Rosyjskiego .